# Betws-y-Coed
Betws-y-Coed ("Gebedshuis in het bos", Welshe uitspraak: [ˈbɛtʊs ə ˈkɔɨd] uitspraakⓘ) is een plaats in Wales, in de county borough Conwy en in het ceremoniële behouden graafschap Clwyd. De plaats telt 1187 inwoners.

## Verkeer en vervoer
- Station Betws-y-Coed

## Markante personen
- Hans Fredrik Gude (Noors landschapschilder) werkte van 1862 tot 1864 in Betws-y-Coed.

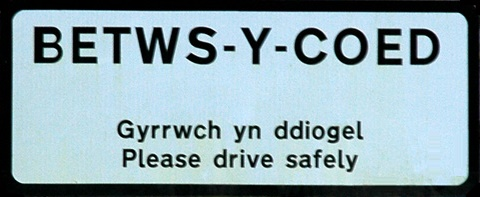
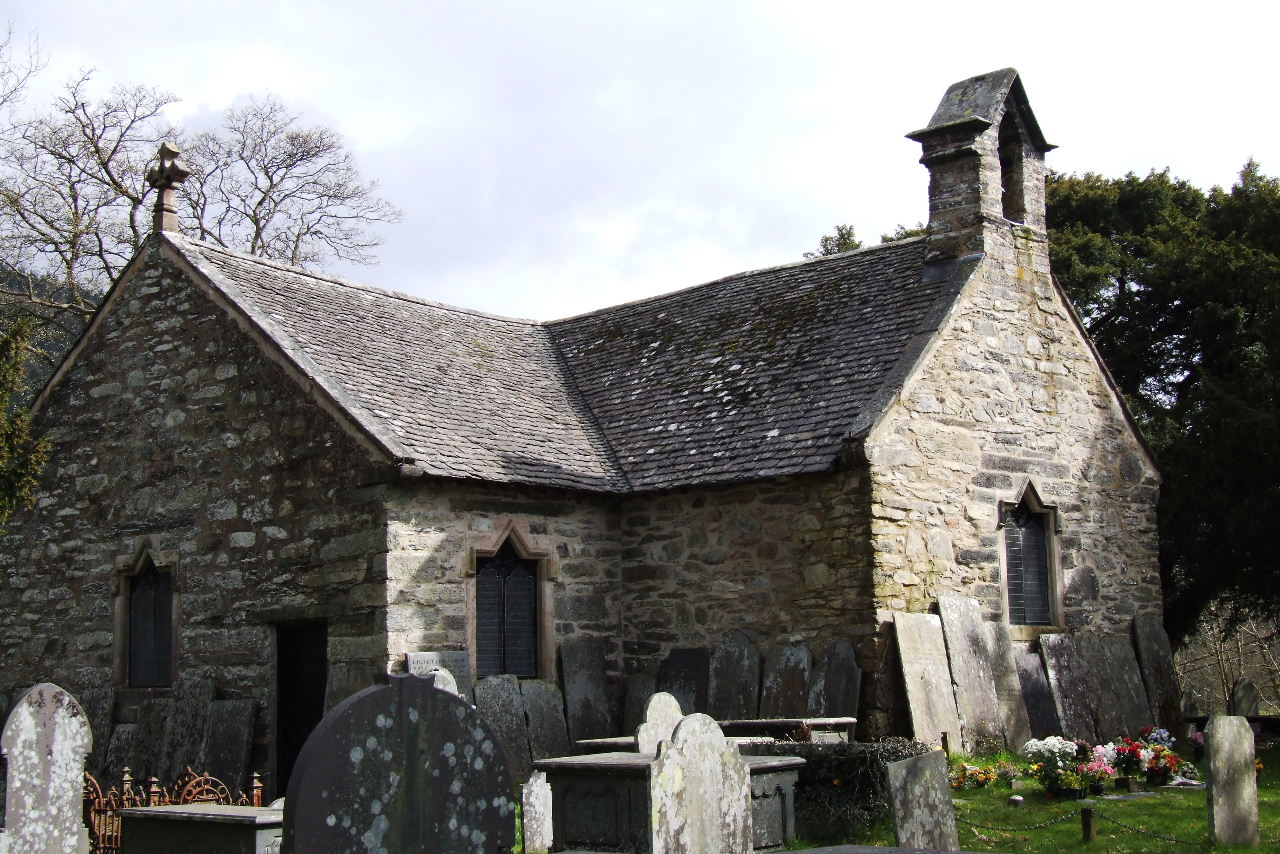
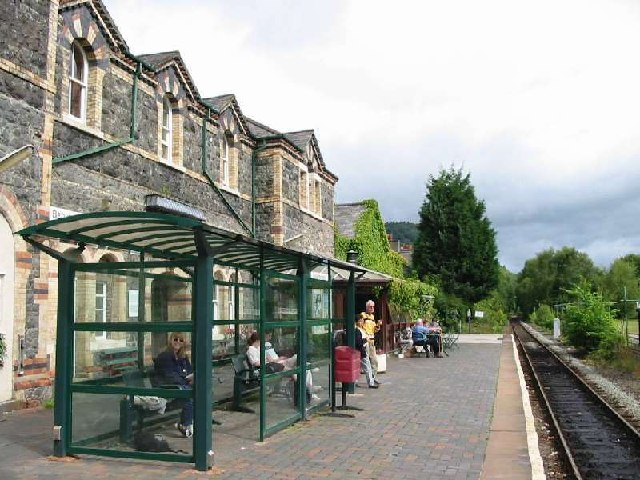
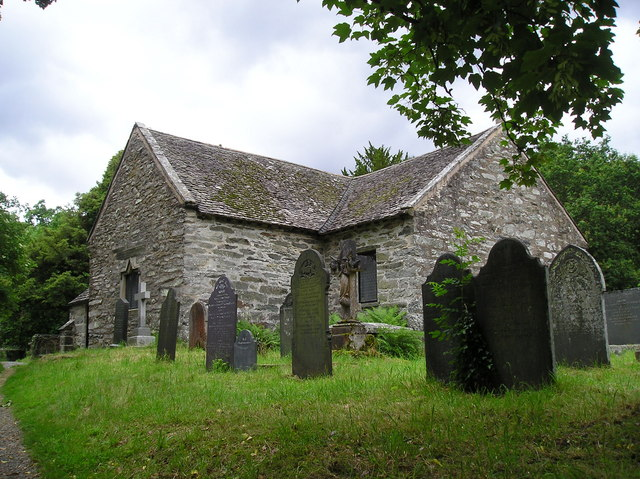
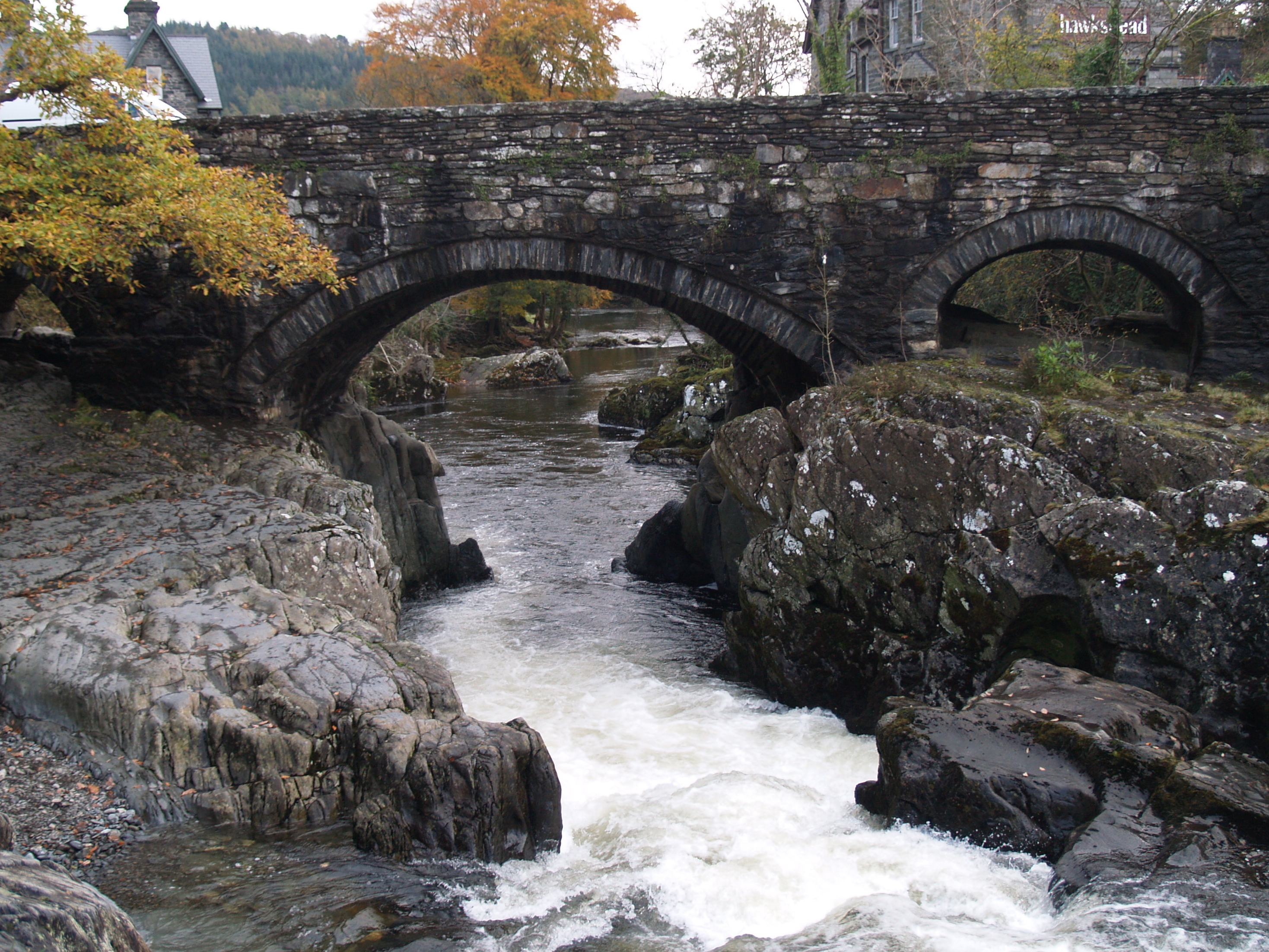
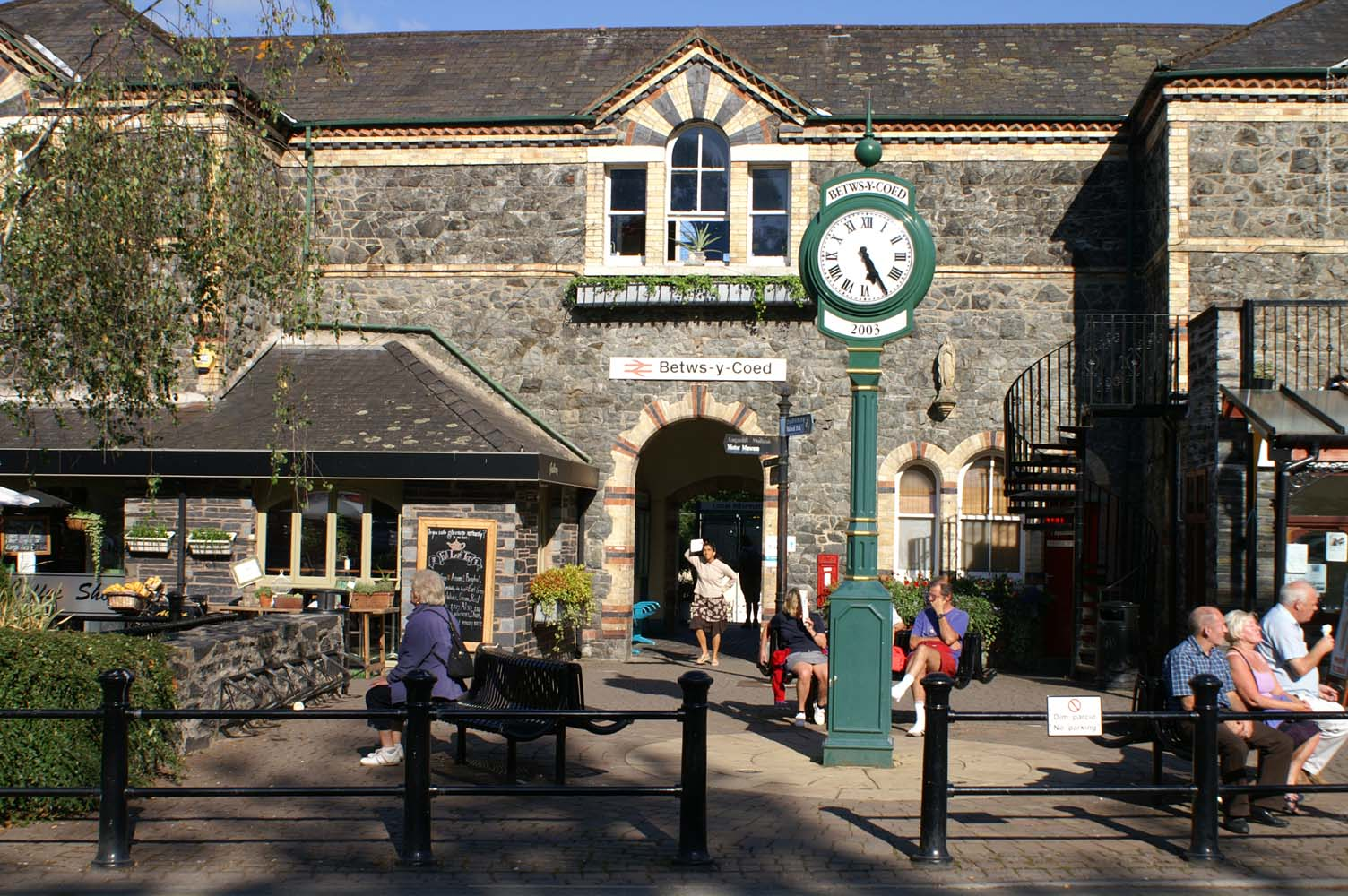
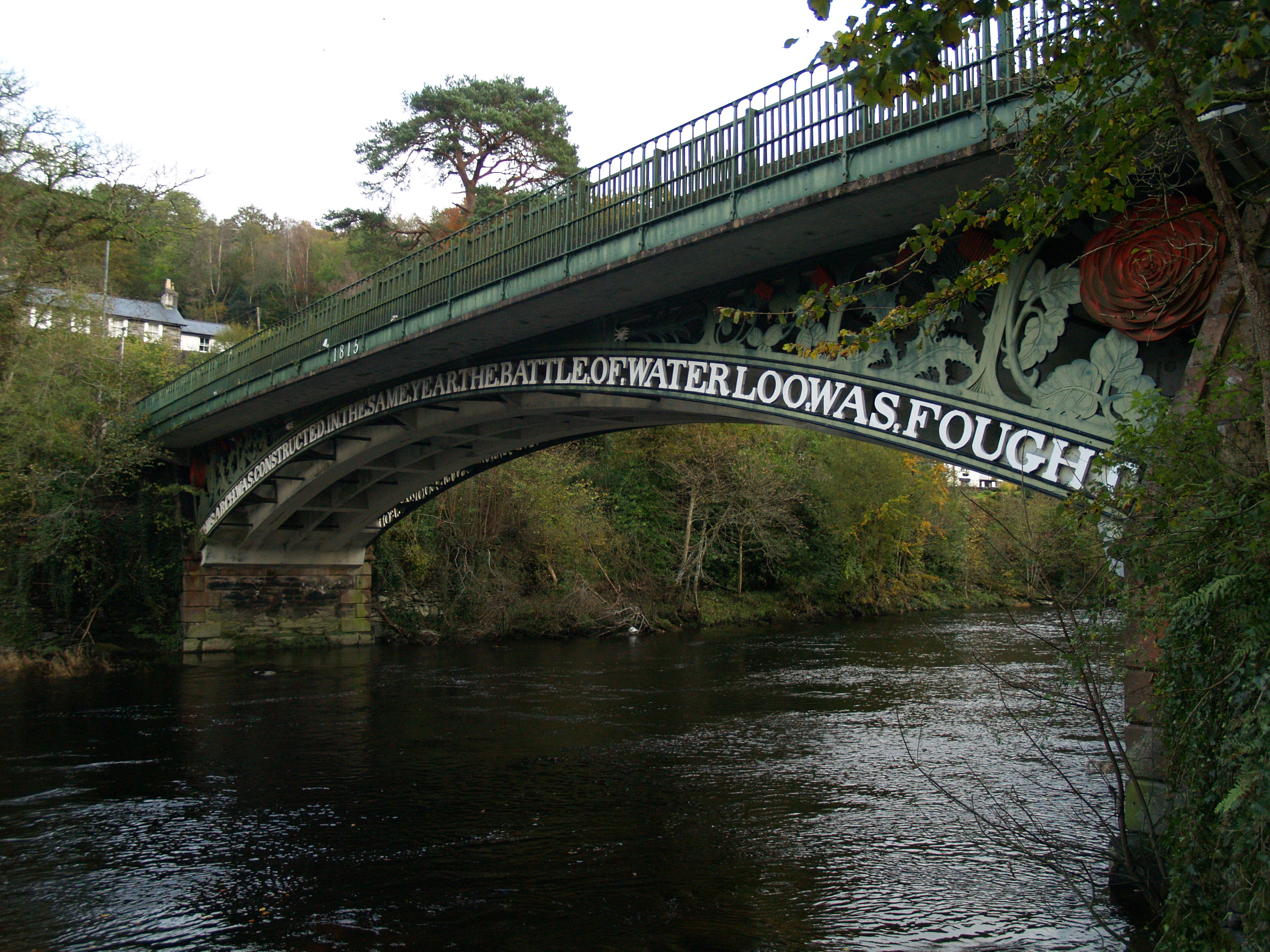
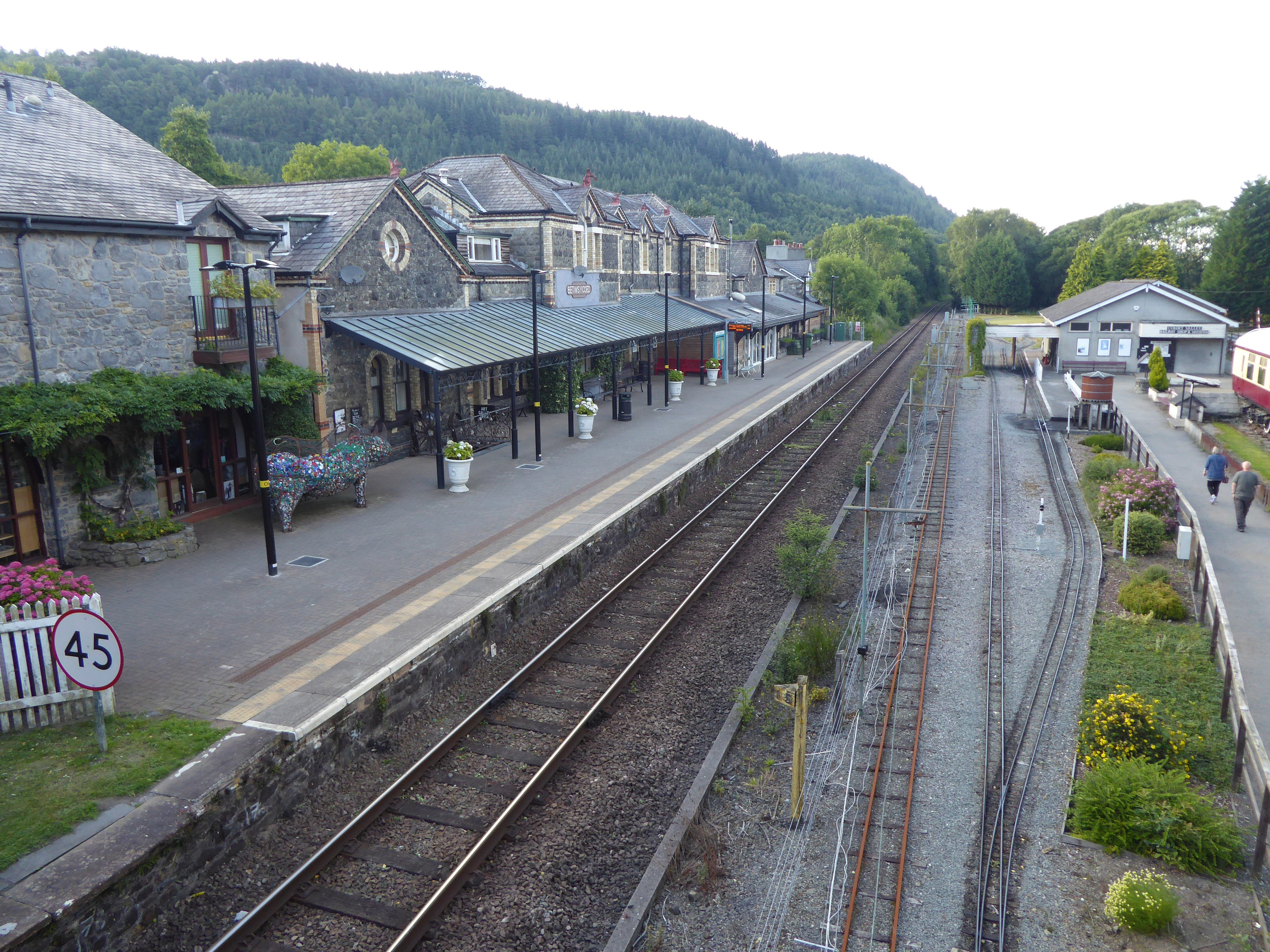
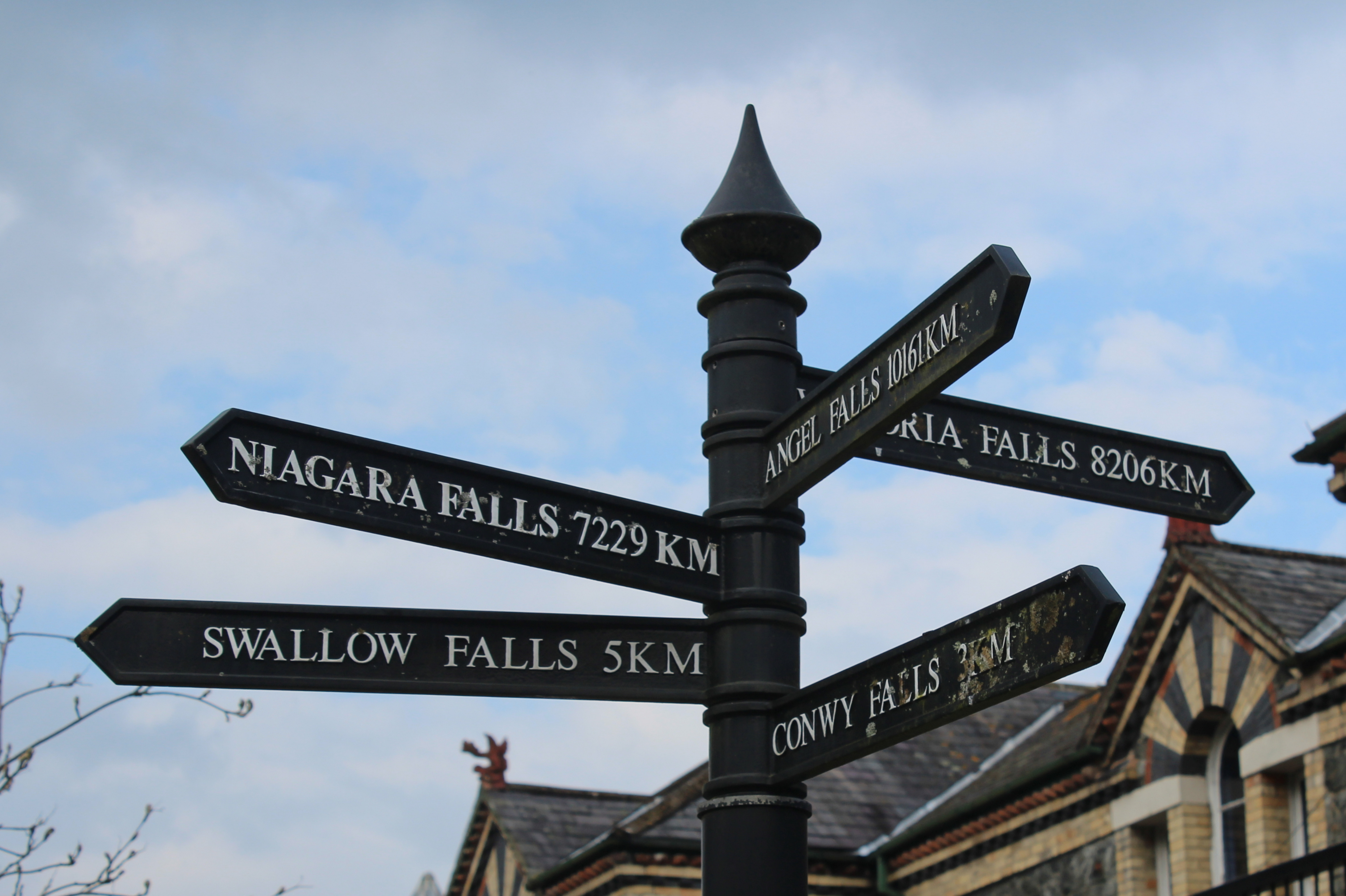